# 暗くなるまで待って
『暗くなるまで待って』（くらくなるまでまって、原題：Wait Until Dark）は、フレデリック・ノットによる1966年初演のアメリカ合衆国の戯曲およびその舞台劇。
戯曲は日本ではまだ1度も翻訳出版はされていない。そのため、日本題名については1967年にオードリー・ヘプバーン主演で映画化された『暗くなるまで待って』に依っている。

## 舞台版

### アメリカでの公演

#### 1966年（初演）[2]
1966年2月2日から7月2日までブロードウェイのエセル・バリモア劇場で上演。演出はアーサー・ペン。
その後、いくつかの劇場で上演され、1966年12月31日のクロージングまでの総公演数は373に及んだ。
リー・レミックが第20回トニー賞演劇主演女優賞にノミネートされた。

##### キャスト
- スージー・ヘンドリクス - リー・レミック
- ハリー・ロート・Jr - ロバート・デュヴァル
- カルリーノ軍曹 - ヴァル・ビゾーリョ
- サム・ヘンドリクス - ジェームズ・コンドン
- グロリア - ジュリー・ハーロッド
- 警官 - ウィリアム・ジョーダン
- 警官 - リチャード・クス
- マイク・タルマン - ミッチェル・ライアン

#### 1998年[3]
1998年4月5日から6月28日までブルックス・アトキンソン劇場で上演。演出はレオナルド・フォーリャ。
総公演数は97。

##### キャスト
- マイク・タルマン - スティーヴン・ラング
- ハリー・ロート・Jr - クエンティン・タランティーノ
- スージー・ヘンドリクス - マリサ・トメイ
- 警官 - リッチー・コスター
- カルリーノ軍曹 - ユアン・カルロス・ヘルナンデス
- リサ - ダイアナ・ラマー
- グロリア - イマニ・パークス
- サム・ヘンドリクス - ジェームズ・ウォーレン

### 日本での公演

#### 上演記録
2007年
2007年9月12日 - 9月17日 シアター1010
演出：青井陽治
2009年～2010年
プレビュー公演：2009年12月12日 シアター1010
大阪公演：2009年12月15日 - 18日 シアター・ドラマシティ
東京公演：2009年12月20日 - 29日 東京グローブ座
愛知公演：2010年01月09日 名鉄ホール
仙台公演：2010年01月11日 イズミティ21
演出：板垣恭一／音楽：NAOTO
2019年
東京公演：2019年1月25日 - 2月3日 池袋サンシャイン劇場
兵庫公演：2019年2月08日 - 10日 兵庫県立芸術文化センター
愛知公演：2019年2月16日 - 17日 ウインクあいち
福岡公演：2019年2月23日 福岡市民会館
演出：深作健太。加藤和樹と凰稀かなめのW主演。

#### キャスト
|            | 2007年   | 2009-10年  | 2019年     |
| ---------- | -------- | ---------- | ---------- |
| スージー   | 彩輝なお | 朝海ひかる | 凰稀かなめ |
| ロート     | 浦井健治 | 加藤雅也   | 加藤和樹   |
| マイク     | 須賀貴匡 | 葛山信吾   | 高橋光臣   |
| クローカー | 徳山秀典 | 窪塚俊介   | 猪塚健太   |
| サム       | 岡本竜汰 | 山口馬木也 | 松田悟志   |
| グローリア | 黒岩伶奈 | 伊藤有沙   | 黒澤美澪奈 |
| 警官1      | 小磯勝弥 | 石川雅宗   | 九内健太   |
| 警官2      | 矢野喬之 | 河合朗弘   | 橋谷拓玖   |

## TV版
- 『涙・暗くなるまで待って』（1978年　日本）

スタッフ
監督：中平康
原作：フレデリック・ノット
脚本：長谷川公之
キャスト
秋吉久美子、小野寺昭、米倉斉加年、森本レオ、小池朝雄
テレビ朝日系列の土曜ワイド劇場において、ウィリアム・アイリッシュ原作の『涙・じっと見つめる目』（1977年10月29日放送）、『涙・あいつは今夜もいない』（1978年4月1日放送）に続く「涙シリーズ」の第3作として製作され、1978年11月11日に放送された。
撮影終了一か月後の1978年9月11日に死去した監督の中平康にとってこのドラマが遺作となった。撮影中すでに末期ガンに冒されていた中平は、吐血しながらも点滴を射ち、担架に寝ながらメガホンを取るという過酷な状況だったが、執念でこのドラマを最後まで撮り上げたという。
- "Wait Until Dark" （1982年　アメリカ）

スタッフ
監督：バリー・デイヴィス
原作：フレデリック・ノット
音楽：ラロ・シフリン
キャスト
キャサリン・ロス、ステイシー・キーチ、ジョシュア・ブライアント、エドワード・ウィンター
1982年にキャサリン・ロス主演でテレビドラマ化された。